# بيلي كريستال
وليام إدوارد «بيلي» كريستال (مواليد 14 مارس 1948) ممثل وكاتب ومنتج وكوميديان ومخرج أفلام أمريكي. دخل عالم الأضواء في السبعينيات بدوره جودي دالاس في مسلسل شبكة أي.بي.سي. الكوميدي سوب (بالإنجليزية: Soap)‏ كما انطلق إلى النجومية في الثمانينيات والتسعينيات من خلال أفلام لاقت نجاحاً جماهيرياً وحازت على رضى النقاد منها عندما التقى هاري بسالي... (بالإنجليزية: When Harry Met Sally...)‏ وسيتي سلكرز (بالإنجليزية: City Slickers)‏. وقدم كريستال حفل الأوسكار ثماني مرات.

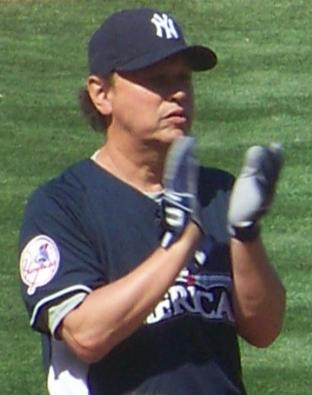
بيلي كريستال.

## روابط خارجية
- بيلي كريستال على موقع IMDb (الإنجليزية)
- بيلي كريستال على موقع ميتاكريتيك (الإنجليزية)
- بيلي كريستال على موقع الموسوعة البريطانية (الإنجليزية)
- بيلي كريستال على موقع روتن توميتوز (الإنجليزية)
- بيلي كريستال على موقع مونزينجر (الألمانية)
- بيلي كريستال على موقع ألو سيني (الفرنسية)
- بيلي كريستال على موقع ميوزك برينز (الإنجليزية)
- بيلي كريستال على موقع تيرنر كلاسيك موفيز (الإنجليزية)
- بيلي كريستال على موقع أول موفي (الإنجليزية)
- بيلي كريستال على موقع بوكس أوفيس موجو (الإنجليزية)